# Weldermühle
Weldermühle ist ein Ortsteil der Gemeinde Fuchstal im oberbayerischen Landkreis Landsberg am Lech. 

## Geografie
Die Einöde liegt etwa drei Kilometer westlich von Leeder im Tal des hier entspringenden Wiesbach am Nordufer des Mühlweihers unweit des Kirchdorfes Welden. 

## Geschichte
Von ihrer Erbauung im Jahr 1443 bis zur Stilllegung 1976 befand sich eine Mahlmühle in Weldermühle, heute befindet sich noch ein landwirtschaftlicher Betrieb in der Einöde.